# GUITARHYTHM III
『GUITARHYTHM III』（ギタリズム・スリー）は、日本のロックミュージシャンである布袋寅泰の3枚目のオリジナル・アルバム。

## 背景
「LOOKING FOR WILD」をテーマに、「スピード」「スリル」「ワイルド」をコンセプトとした作品であり、前々作『GUITARHYTHM』（1988年）や前作『GUITARHYTHM II』（1991年）よりもストレートなロックンロール色が強くなっている。
「ポップアート」もコンセプトとして挙げている。当時の布袋はアンディ・ウォーホルやジャン・コクトー、アルチュール・ランボーに傾倒しており、彼らの作品から受けた影響が多分に反映されている。この時期の日記である書籍『よい夢を、おやすみ。』（1993年）にもこの三者の名前が頻繁に登場する。
本作について布袋は「自分の中には"ワイルド"な部分と"マイルド"な部分がある。前作はマイルドではないけどあれだけ大きな世界を創って、そういうツアーも演ったから、逆にヤンチャに戻れたのもあるかもしれない。もう欲求として湧き上がってきたテーマですね、ワイルドは」「BOØWY解散直後の『GUITARHYTHM』にしろ、COMPLEX解散後のソロ復帰作『GUITARHYTHM II』にしろ、「出したい作品」というよりは「出すべき作品」だった。だからそれぞれ周りの評価というものがどこかで気になっていた部分があったかもしれない。今回はそれを乗り越えて自然に解放された感じになれたと思う。そういったところではこの二枚がなければ出来なかった作品」と語っている。
ボーカリストとしての意識の芽生えも語っている。本人曰く「（本作は）ああいう風に歌わないと曲に負けちゃうから。それに歌詞が死んじゃうから、それならば歌わない方がいいわけで」「言葉というものが大切だと思い始めてきている。（前作で）ツアーやって喉も強くなってるから、パワーという部分ではまったく違う」。
また前作でソロキャリア初の全国ツアーを行なったことで自信が付いた部分、満足のいく反応を得られなかった部分が具体的に見えたこともあり、ライブで映えることを強く意識した楽曲作りが成されている。

## 録音
布袋の所属事務所が所有するIRc2スタジオ、そして前作でも使用したロンドンのメトロポリス・スタジオにてレコーディングされた。1992年4月下旬より制作を開始し、5月よりIRc2スタジオで、そして渡英してメトロポリス・スタジオへと至った。IRc2スタジオは東雲に在り、当時まだ開発途上だった有明一帯の様相が前述の『よい夢を、おやすみ』に記されている。
ロンドン滞在中はケンジントンのThe Gore Hotelを定宿にしていた。
これまでメインギターだったTE-HTに加えて新たにゼマティスのZEMAITIS Custom Deluxe"Wild"(通称：Zematis WILD)を使用しており、以後レコーディング、ライブ共にメインギターのひとつとして定着する。使用したギターはZematis WILD、グレッチの White Falcon、Gretsch Anniversary、Burny SH-1(H-CUSTOM)、TE-HT（MAIN&Sustainer）の6本。
本作よりギター・テイクのサンプリングを新たな手法として採用しており、こちらも今後の作品で駆使されていくことになる。
ギター・アンプはピーヴィーの「ヴァン・ヘイレンモデル 5150」を使用。スピーカー・キャビネットは5150専用の物は使わず、前作から使用しているマーシャル、エフェクト関係はすべて卓上の作業で布袋自身はノータッチである。
マスタリングはニューヨークのマスターディスクにて行っている。
憧れのギタリストであったクリス・スペディング、前年行われたツアー『GUITARHYTHM ACTIVE FLY INTO YOUR DREAM』ロンドン公演の打ち上げの席で意気投合したジーザス・ジョーンズのマイク・エドワーズ、『GUITARHYTHM REPRISE』で共演したニールXとの競演を果たしている。

## リリース
1992年9月23日に東芝EMIのイーストワールドレーベルよりコンパクトディスクでリリースされた。
LPレコード盤が同年11月18日に限定盤としてリリースされており、曲順が異なる他、ルベッツの曲「SUGAR BABY LOVE」（1974年）のカバーが追加されている。
リリースに際し、本作のレコーディングの模様を収めたダイジェスト映像が各地のCDショップにて放映された。

## アートワーク
アート・ディレクションは前2作に引き続き、永石勝が担当。
ジャケットワークはケネス・アンガーの映画『スコーピオ・ライジング』（1964年）にインスパイアされたものである。このジャケットについて布袋は「皮ジャンはロックンローラーの皮膚なんだ」と述べている。撮影は久保木浚介。
ブックレット内の写真は久保木とのフォト・セッションで撮影された。写真で抱えているギターは実際にアンプに繋がれており、スタジオ内でギターを即興で弾きながらの撮影となった。

## ツアー
本作を受けてのツアーは、「GUITARHYTHM WILD TOUR」と題し、1992年10月12日の渋谷公会堂を皮切りに、21都市39公演を行っている。本ツアー中に布袋本人が右手を骨折したため、11月27日の札幌市民会館を最後に、1992年の予定は全て1993年に持ち越された。本ツアーの模様は1993年2月27日、2月28日に行われた横浜アリーナ公演を収録したライブ・アルバム『GUITARHYTHM WILD』（1993年）とライブ・ビデオ『GUITARHYTHM WILD』（1993年）がリリースされている。
ツアーメンバーは前ツアーに引き続き、成田忍、浅田孟、椎野恭一、小森茂生の4名。1993年4月5日の日清パワーステーション公演では花田裕之がゲストで参加している。
なおかつてのバンドメイトであった氷室京介が、本ツアーの京都公演を観覧している。

## チャート成績
本作は1992年10月5日付けのオリコンチャートにて最高位2位となり、登場回数は8回で売り上げ枚数は28.3万枚となった。

## エピソード
本作のレコーディングで使用したゼマティスのZEMAITIS Custom Deluxe"Wild"をツアーのメインギターとして使用する為、ボディの裏側にベルトのバックルでわざと傷をつけたという逸話がある。このギターは1990年に購入した物であり、芸術的な装飾と新車1台が買えてしまうほどの値段から当初は慎重に扱っていたが、本ツアーで躊躇なく弾き倒せるようにわざと傷をつけたとのこと。

## 収録曲

### CD版
| 全編曲: 布袋寅泰。 |                                           |                        |                        |       |
| #                  | タイトル                                  | 作詞                   | 作曲                   | 時間  |
| 1.                 | 「MILK BAR P.M.11:00」                    |                        | 布袋寅泰               | 2:45  |
| 2.                 | 「UPSIDE-DOWN」                           | 森雪之丞               | 布袋寅泰               | 3:17  |
| 3.                 | 「DIRTY STAR」                            | 森雪之丞               | 布袋寅泰               | 5:28  |
| 4.                 | 「さよならアンディ・ウォーホル」          | 森永博志・ハービー山口 | 布袋寅泰               | 4:40  |
| 5.                 | 「DIVING WITH MY CAR [RED ZONE VERSION]」 | 布袋寅泰               | 布袋寅泰               | 4:53  |
| 6.                 | 「PRECIOUS DEAL」                         | 布袋寅泰               | 布袋寅泰               | 4:32  |
| 7.                 | 「EMERGENCY」                             | 森雪之丞               | 布袋寅泰               | 5:12  |
| 8.                 | 「ELECTRIC WARRIORS」                     | 布袋寅泰               | 布袋寅泰・Mike Edwards | 4:52  |
| 9.                 | 「GUILTY」                                | 森雪之丞               | 布袋寅泰               | 5:57  |
| 10.                | 「I'M FREE」                              | 布袋寅泰               | 布袋寅泰               | 5:32  |
| 11.                | 「LONELY★WILD [UPPER VERSION]」           | 布袋寅泰               | 布袋寅泰               | 5:33  |
| 12.                | 「WILD LOVE」                             | 布袋寅泰               | 布袋寅泰               | 5:19  |
| 13.                | 「MILK BAR A.M.3:00」                     |                        | 布袋寅泰               | 1:13  |
| 14.                | 「GUITARHYTHM [MUSIC BOX]」               |                        | 布袋寅泰               | 0:50  |
| 合計時間:          | 合計時間:                                 | 合計時間:              | 合計時間:              | 60:03 |

### LP版
| 全編曲: 布袋寅泰。 |                                           |                        |           |       |
| #                  | タイトル                                  | 作詞                   | 作曲      | 時間  |
| 1.                 | 「UPSIDE-DOWN」                           | 森雪之丞               | 布袋寅泰  | 3:17  |
| 2.                 | 「DIRTY STAR」                            | 森雪之丞               | 布袋寅泰  | 5:28  |
| 3.                 | 「さよならアンディ・ウォーホル」          | 森永博志・ハービー山口 | 布袋寅泰  | 4:40  |
| 4.                 | 「DIVING WITH MY CAR [RED ZONE VERSION]」 | 布袋寅泰               | 布袋寅泰  | 4:53  |
| 5.                 | 「PRECIOUS DEAL」                         | 布袋寅泰               | 布袋寅泰  | 4:32  |
| 6.                 | 「GUILTY」                                | 森雪之丞               | 布袋寅泰  | 5:57  |
| 7.                 | 「MILK BAR P.M.11:00」                    |                        | 布袋寅泰  | 2:45  |
| 合計時間:          | 合計時間:                                 | 合計時間:              | 合計時間: | 31:32 |

| #         | タイトル                        | 作詞                             | 作曲                             | 時間  |
| --------- | ------------------------------- | -------------------------------- | -------------------------------- | ----- |
| 8.        | 「MILK BAR A.M.3:00」           |                                  | 布袋寅泰                         | 1:11  |
| 9.        | 「EMERGENCY」                   | 森雪之丞                         | 布袋寅泰                         | 5:12  |
| 10.       | 「ELECTRIC WARRIORS」           | 布袋寅泰                         | 布袋寅泰・Mike Edwards           | 4:52  |
| 11.       | 「I'M FREE」                    | 布袋寅泰                         | 布袋寅泰                         | 5:32  |
| 12.       | 「WILD LOVE」                   | 布袋寅泰                         | 布袋寅泰                         | 5:19  |
| 13.       | 「LONELY★WILD [UPPER VERSION]」 | 布袋寅泰                         | 布袋寅泰                         | 5:33  |
| 14.       | 「SUGAR BABY LOVE」             | Wayne Bickerton・Tony Waddington | Wayne Bickerton・Tony Waddington | 4:29  |
| 15.       | 「GUITARHYTHM [MUSIC BOX]」     |                                  | 布袋寅泰                         | 0:50  |
| 合計時間: | 合計時間:                       | 合計時間:                        | 合計時間:                        | 32:58 |

## 楽曲解説
1. 「MILK BAR P.M.11:00」
酔っ払った状態で作曲した為、レコーディング時に曲の内容を思い出せなかったというエピソードがある。
当初メロディはサックスにしようと考えていたが、ひとまずガイドでギターを入れたら「OKテイクだよ」となってしまったという。
「MILK BAR」のタイトルは布袋が好きな『時計じかけのオレンジ』より引用[1]。
2. 「UPSIDE-DOWN」
布袋がグレッチを使用したくて書いた楽曲。大半はWhite Falconで、途中で絡むワウがCountry Gentlemanとのこと。
3. 「DIRTY STAR」
耳に残るギターソロを意識して制作したが、コードの脈絡がなくほとんどジャズのような動きをしてる分、レコーディングではかなり手こずったという。
4. 「さよならアンディ・ウォーホル」
Aメロのギターはサンプリング。
間奏はクリス・スペディングとのギターバトル。
作詞者は森永博志、ハービー山口となっているが、冒頭の一節"さよならアンディ 背徳のブルージーン"は布袋が考案したもので、これを元に森永博志とハービー山口がイメージを広げていった末に完成した[1]。
5. 「DIVING WITH MY CAR [RED ZONE VERSION]」
5枚目のシングル「LONELY★WILD」のカップリング曲の別バージョン。ライブではこのバージョンで演奏される。
シングルでは疾走感を出すべくミュートなし、カッティングなしでノリを出そうとしたが、なかなかノリが出なかった為、アルバムでは本来の自己スタイルに徹して8ビートで挑んでいる。
タイトルの通り、車に乗っている最中に出来た楽曲である[1]。
4曲目に作詞で参加した森永博志が内モンゴル自治区を訪れた際、この曲をかけたら現地人ドライバーがジープを思い切りかっ飛ばしたというエピソードがある[1]。
6. 「PRECIOUS DEAL」
リフはサンプリングを駆使して作られた。
生音で弾いてもほとんど出来は変わらなかったが、サンプリングと生の音を近づけるということにこだわった結果だという。
7. 「EMERGENCY」
布袋のボーカル部分はすべてラップ。
ジグ・ジグ・スパトニックのニールX（英語版）がギターで参加。ギターテイクはニールとの一発録り。
8. 「ELECTRIC WARRIORS」
ジーザス・ジョーンズのマイク・エドワーズとの競作。
9. 「GUILTY」
10. 「I'M FREE」
間奏とラストでクリス・スペディングとのギターバトルが展開される。
11. 「LONELY★WILD [UPPER VERSION]」
5枚目のシングル。シングル版とはアウトロが若干異なる。
12. 「WILD LOVE」
当時の妻だった山下久美子との関係を歌った楽曲[10]。
なおこの曲のデモの段階は、「ずっとフィード・バックが鳴っててクレイジーな曲だった。」と語っている。
13. 「MILK BAR A.M.3:00」
アンディ・マッケイのサックスによるインストゥルメンタル。
前作『GUITARHYTHM II』にも参加したアンディ・マッケイにもう一度会いたくて作った楽曲。
14. 「GUITARHYTHM [MUSIC BOX]」
『GUITARHYTHM』のタイトル・チューンの別バージョン。

## スタッフ・クレジット

### 参加ミュージシャン
- 布袋寅泰 - ギター、ボーカル、キーボード、コンピュータープログラミング
- 椎野恭一 - ドラムス、パーカッション
- 浅田孟 - ベース
- 小森茂生 - キーボード
- 梅崎俊春 - コンピュータプログラミング
- 福富幸宏 - コンピュータプログラミング
- クリス・スペディング - ギター
- マイク・エドワーズ - ギター、コンピュータプログラミング
- ニールX - ギター
- 成田忍 - ギター
- アンディ・マッケイ - サックス
- アラン・ヴァンデ・プッテ（英語版） - バッキングボーカル
- キャロル・レズリー・グリーン - オペラボイス
- 飯塚徹 - パーカッション

### スタッフ
- 布袋寅泰 - プロデューサー
- マイケル・ツィマリング - レコーディング・エンジニア、ミキシング・エンジニア
- さとうひろのり - アシスタント・エンジニア
- 伊藤康宏 - アシスタント・エンジニア
- ケビン・ジェイコブズ - アシスタント・エンジニア
- グレゴリー・フルギニティ - マスタリング・エンジニア
- 関口“ワンワン”みつのぶ (TOY BOX) - A&Rディレクター
- 広瀬哲（東芝EMI） - A&Rディレクター
- 佐竹秀仁 (LEO MUSIC) - レコーディング・スタッフ
- 渡部伸隆 (IRc2) - レコーディング・スタッフ
- レニー・ザカテク（英語版） (IRc2 LONDON) - レコーディング・スタッフ
- ダニエル・メイソン (IRc2 LONDON) - レコーディング・スタッフ
- 久保木俊介 - 写真撮影
- 永石勝 - アート・ディレクション
- 上杉季明 - デザイン
- くまがいあきこ - デザイン
- 西條謙一 (MOD'S HAIR) - ヘアー、メイク・アップ
- 鈴木善博 (GORI INTERNATIONAL) - 衣装
- 糟谷銑司 (TOY BOX) - エグゼクティブ・プロデューサー
- 菅谷憲 (TOY BOX) - エグゼクティブ・プロデューサー
- 石坂敬一（東芝EMI） - エグゼクティブ・プロデューサー
- 中曽根純也（東芝EMI） - エグゼクティブ・プロデューサー
- 下河辺晴三（東芝EMI） - エグゼクティブ・プロデューサー

## リリース履歴
| No. | 日付           | レーベル                              | 規格   | 規格品番   | 最高順位 | 備考                                                                              |
| --- | -------------- | ------------------------------------- | ------ | ---------- | -------- | --------------------------------------------------------------------------------- |
| 1   | 1992年9月23日  | 東芝EMI／イーストワールド             | CD     | TOCT-6658  | 2位      |                                                                                   |
| 2   | 1992年11月18日 | 東芝EMI／イーストワールド             | LP     | TOJT-6658  | -        | 曲順がCD版と異なる、ボーナストラック1曲収録                                       |
| 3   | 2000年12月13日 | 東芝EMI／アストロノーツスター         | CD     | AJCH-30005 | -        | デジタルリマスタリング盤                                                          |
| 4   | 2008年12月24日 | EMIミュージック・ジャパン／ヴァージン | SHM-CD | TOCT-95004 | 52位     | 2000年デジタルリマスタリング盤、紙ジャケット仕様、『GUITARHYTHM BOX』でのリリース |
| 5   | 2014年12月10日 | ユニバーサルミュージック              | SHM-CD | UPCY-6955  | -        |                                                                                   |